# Theodor Helm

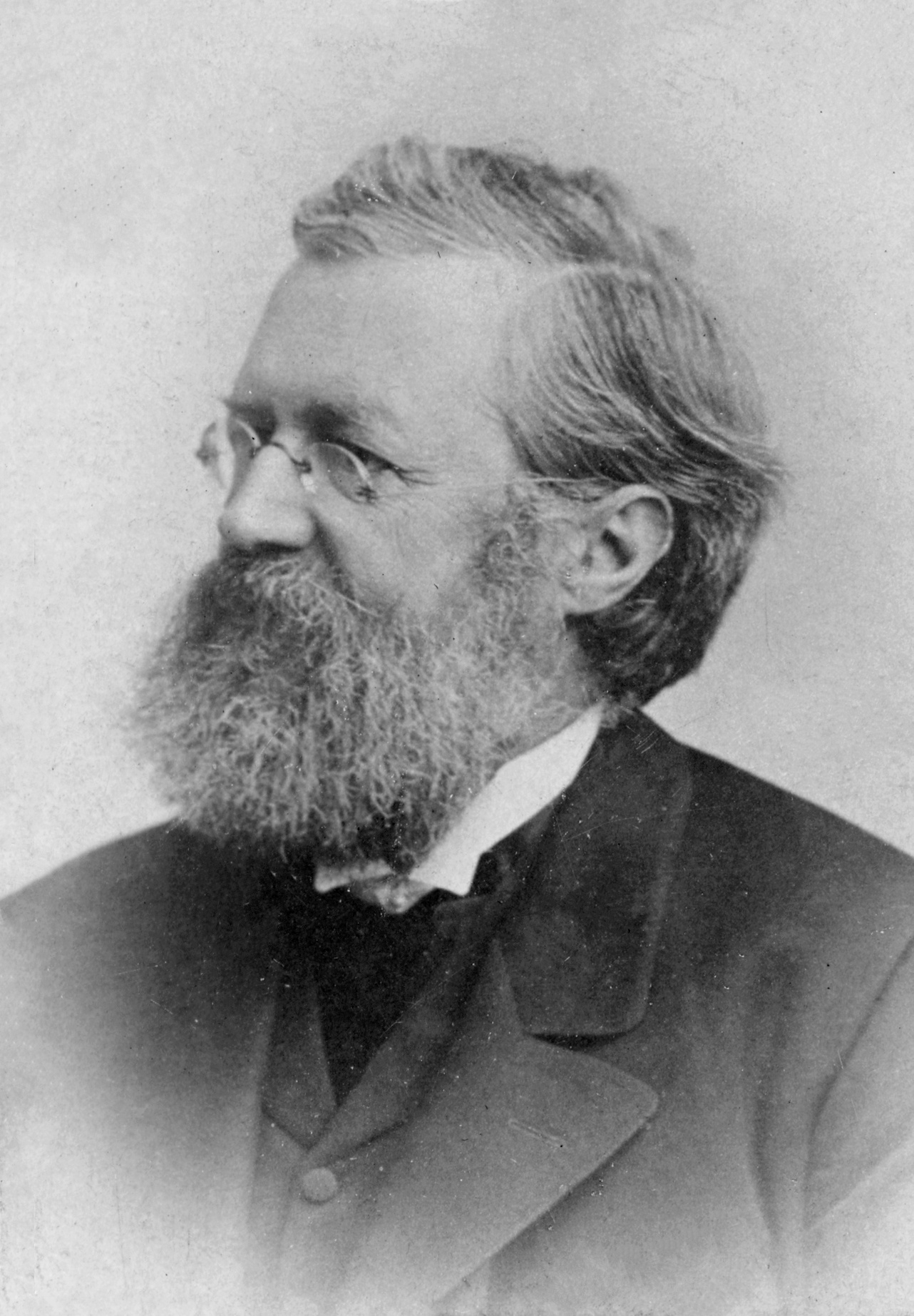
Theodor Helm.

Theodor Otto Helm, född 9 april 1843 i Wien, dör där 23 december 1920, var en österrikisk musikolog och musikkritiker.
Helm studerade juridik, men ägnade sig 1867 åt musikkritik och blev sedan medarbetare i "Tonhalle", "Musikalisches Wochenblatt", "Wiener Fremdenblatt", "Pester Lloyd" och andra tidningar samt 1874 lärare i musikhistoria och estetik vid Horakska musikskolan.
Helm hyllade den nytyska skolan och ansågs som en av Wiens bästa kritiker. Han utgav bland annat analyserande arbeten över Ludwig van Beethovens stråkkvartetter (1885) och Wolfgang Amadeus Mozarts pianokonserter.